# قانون نووي
القانون النووي كما هو معروف فان للطاقة النووية مزايا وعيوب حيث انها من جهة تساعد على إنتاج الكهرباء والطاقة كما يتم استخدامها أيضا في الطب والقضاء على الامراض بل تمتد منافع التكنولوجيا النووية أيضا في الحفاظ على الأراضي الزراعية والقضاء على الاوبئة والآفات المختلفة، الا انه ومن جهة أخرى فان تفجيرات الحرب العالمية الثانية في هيروشيما ونجازاكي عام 1945 تعد أكبر شاهد على الاثار المدمرة للأسلحة والاشعاعات النووية والتي تؤثر بصورة كبيرة على السلم والامن الدوليين.
وعليه فقد دعت الحاجة لاستحداث قانون خاص للاستفادة من التكنولوجيا والعلوم النووية وتفادي الاثار المدمرة لها، ومن هنا فقد نشأ القانون النووي.

## تعريف
تعريف القانون النووي: هو قانون خاص بالاستخدامات السلمية للعلوم والتكنولوجيا النووية، بما يضمن الأمن والسلامة للدول والافراد والبيئة.وتأتي هنا أهم مزايا ذلك القانون حيث انه مجموعة القواعد القانونية التي نشأت من التزاوج بين العلم والتكنولوجيا والقانون، وتتضمن طريقا ايجابياً للرقابة الاجتماعية على العلاقات الجديدة بين الإنسان وبيئته.

## إدراج القانون
اين يمكن ادراج القانون النووي (العام ام الخاص)؟
القانون النووي باعتباره القانون الذي ينظم عملية استغلال وتطوير قطاع الطاقة النووية ويضبط النشاط في مجال البحث النووي، كما يحدد القواعد القانونية التي تحمي سلوك الأفراد والهيئات الممارسة للنشاطات ذات الصلة بالإشعاعات، وضمان أمن المصادر وتسيير النفايات، فبالملاحظة الأولى نجد أن الدولة هنا طرف فيها باعتبارها صاحبة سلطة وسيادة، ومن جهة أخرى تنظيم هذا القانون للتراخيص والرقابة على الأنشطة النووية وأخيرا توقيع العقاب في حالة ارتكاب فعل ضار يدخل في مجال هذه الأنشطة، فهذه كلها قوانين يكون مجالها داخل الدولة ومنه فالقانون النووي هو فرع من فروع القانون العام.
أما إذا نظرنا من ناحية المسؤولية المدنية للمطالبة بالتعويض عن الضرر الناجم عن هذه الأنشطة النووية فهنا تنظيمها يخضع للمعاهدات الدولية والتي هي بدورها تندرج ضمن فرع من فروع القانون الخاص (القانون الدولي الخاص).
إذن كنتيجة القانون النووي يندرج ضمن فروع القانون المختلفة بحسب الحالة التي نحن بصدد دراستها، فهو قانون يتميز بوضع خاص في حين أنه يدخل ضمن النظام القانوني ككل.